# Иван Златков
Иван Владимиров Златков е български политик, партиен и стопански деец.

## Биография
Роден е на 6 ноември 1938 година в град Кюстендил. Завършва ВИИ „К.Маркс" (1960).
Работи като счетоводител в Металургичния комбинат „Ленин“ в гр.Перник (1960) и учител в Икономическия техникум в гр. Кюстендил (1960 – 1963). Член на БКП от 1963 г. Първи секретар на Градския Комитет на ДКМС (1963), секретар (1963 – 1967) и първи секретар на Окръжния Комитет на ДКМС (1967 – 70) в Кюстендил. Слушател в Академията за обществени науки при ЦК на КПСС в Москва (1970 – 1973), където защитава дисертация. Директор на Централната комсомолска школа „Георги Димитров" в София (1973 – 1975).
На 24 март 1975 г. е избран за председател на Изпълнителния Комитет на Градския Общински Народен Съвет – Кюстендил и заема длъжността до 1 декември 1975 г. След това е първи секретар на ГК на БКП (1975 – 1981) в Кюстендил. От февруари 1981 е инструктор в отдел „Организационен" на ЦК на БКП. Носител на орден „Червено знаме".